# Flagge der Torres-Strait-Insulaner

Flagge der Torres-Strait-Insulaner
(Seitenverhältnis 2:3)

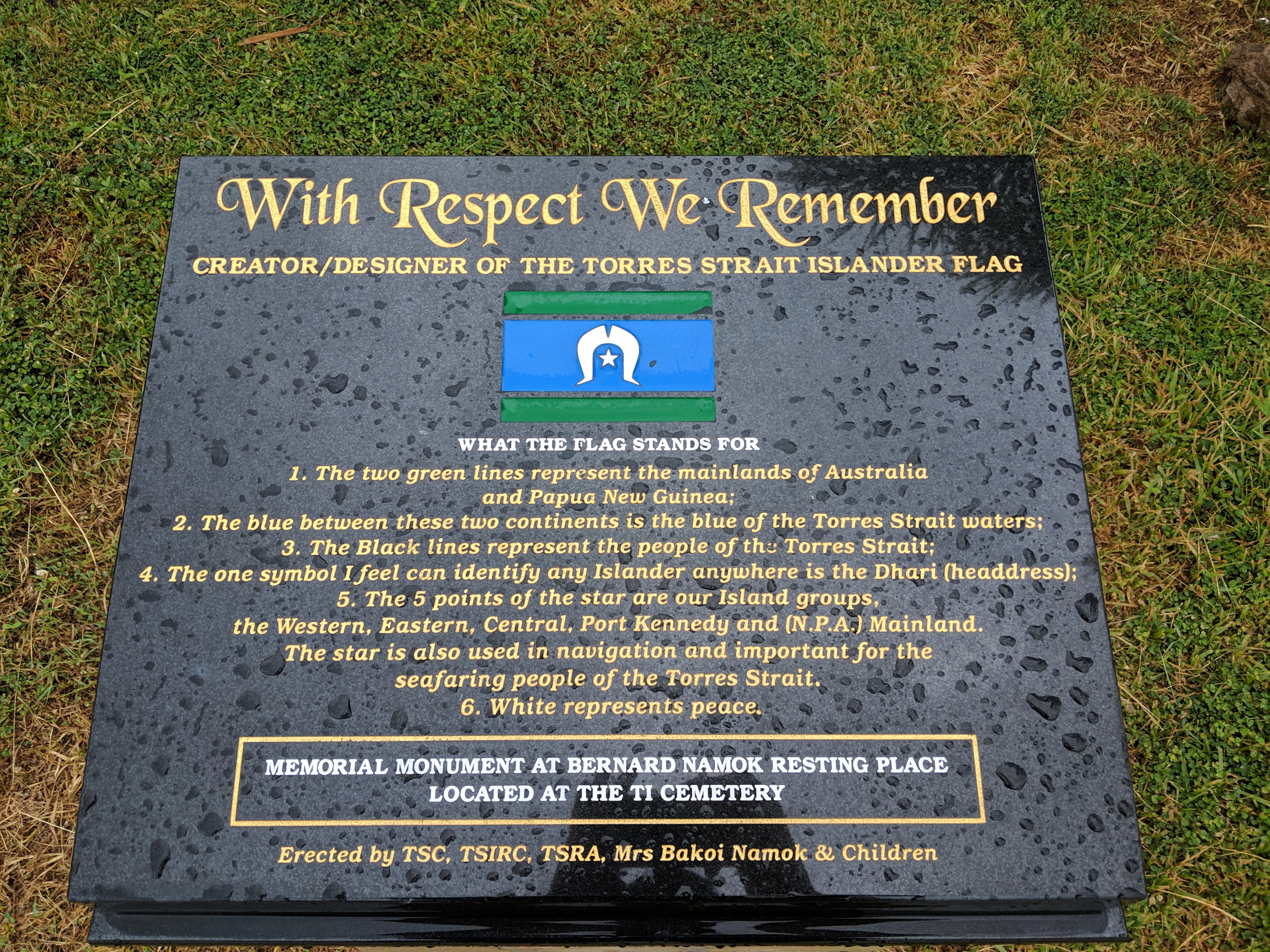
Beschreibung der Bedeutung der Torres-Strait-Insulaner-Flagge auf einer Gedenktafel für Bernard Namok

Die Flagge der Torres-Strait-Insulaner, der Bevölkerung im Nordosten Australiens, wurde 1995 durch die australische Regierung zu einer offiziellen Flagge erklärt. 1992 von Bernard Namok im Rahmen eines Wettbewerbes entworfen, wurde sie erstmals im selben Jahr auf dem Torres Strait Islands Cultural Festival verwendet. Dem Island Coordinating Council auf Thursday Island gehört das Urheberrecht des Designs.

## Symbolik

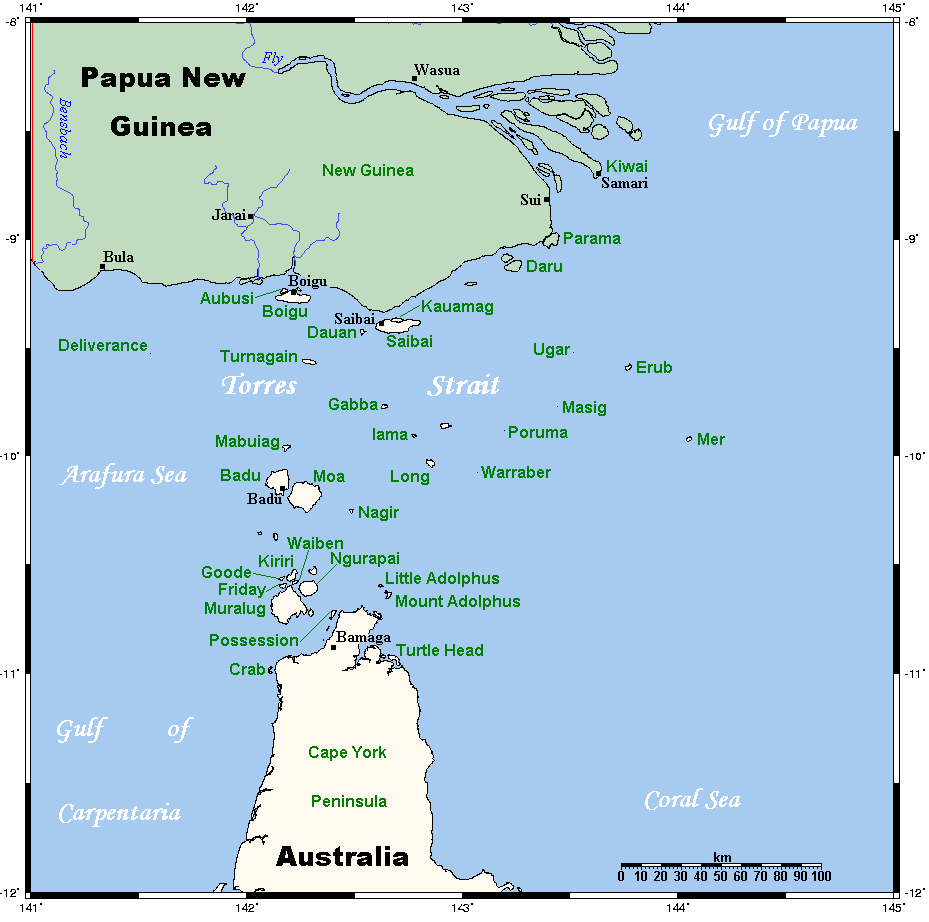
Karte der Torres-Strait-Inseln

Die grünen Streifen repräsentieren das Land, die schwarzen die Insulaner, der blaue die Australien von Neuguinea trennende Torres Strait. Im Zentrum der Flagge werden alle Insulaner durch einen weißen Dhari, den Kopfschmuck eines Tänzers, symbolisch dargestellt. Der fünfzackige Stern symbolisiert sowohl die fünf Inselgruppen als auch die nautische Navigationshilfe, die weiße Farbe den Frieden.
Das Blau ist mit dem Pantonewert 301, das Grün mit 3288 festgelegt.